# Threonin
Threonin (forkortet Thr eller T) er en  α-aminosyre med den kemiske formel HO2CCH(NH2)CH(OH)CH3. Den genetiske kode er ACU, ACA, ACC og ACG. Den er blandt de 
essentielle aminosyrer og er polær. Sammen med serin er threonin en af de to Standardaminosyre, som har en alkoholgruppe (tyrosin er ikke en alkohol, men en phenol, da den hydroxylgruppe er bundet direkte til den aromatiske ring, hvilket giver den andre syre/base og oxidative egenskaber). Det er også en af to standardaminosyrer, der har en chiral sidekæde, sammen med isoleucin.
Threonin er modtagelig overfor adskillige posttranslationele modifikationer. Hydroxylgruppen kan glycosylering. Derudover kan threonin blive fosforylering via threonin-kinase. I sin fosforylerede form bliver den kaldet fosfothreonin.
Det er en precursor for glycin, og den kan blive anvendt som et prodrug til at øge glycinmængden i hjernen.